# Uropeltidae
Los uropéltidos (Uropeltidae) son una familia de serpientes de cuerpo cilíndrico y alargado, con la cabeza puntiaguda, no más gruesa que el cuello, y con una cola corta desprovista de punta. 

## Características
Tienen la piel esmaltada y poseen los colores rojo, amarillo y negro. En el extremo de la cola poseen escamas que forman una placa con la que parece que se ayudan para excavar sus galerías y de la que deriva su nombre, que en griego significa "cola de escudo".

## Alimentación
Sus dietas consisten principalmente en invertebrados, particularmente lombrices de tierra, y muchas especies han sido observadas en la naturaleza por los investigadores comiendo lombrices de tierra.

## Géneros y especies
Se reconocen de 54 especies de esta familia, que habitan en su mayoría en la India y Ceilán. Suelen medir aproximadamente 39 centímetros en promedio, los ejemplares de mayor longitud pueden alcanzar los 74 centímetros.
Listado alfabético de géneros reconocidos:
- Brachyophidium Wall, 1921 (1 especie)
- Melanophidium Günther, 1864 (3 especies)
- Platyplectrurus Günther, 1868 (2 especies)
- Plectrurus Duméril, 1851 (4 especies)
- Pseudotyphlops Schlegel, 1839 (1 especie)
- Rhinophis Hemprich, 1820 (16 especies)
- Teretrurus Beddome, 1886 (1 especie)
- Uropeltis Cuvier, 1829 (26 especies)

## Enlaces externos

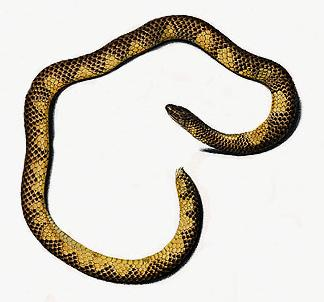
Plectrurus guentheri